# Dreamland (альбом Роберта Майлза)
Dreamland — дебютный студийный альбом Роберта Майлза, вышедший в июне 1996 года и сделавший популярным стиль музыки, получивший название Dream house.

## Об альбоме
Dreamland является, возможно, наиболее доступным (для носителя европейской музыкальной культуры) в дискографии Роберта Майлза. Последующие его работы значительно отличаются от Dreamland — Майлз в них всё больше обращается к азиатским и джазовым мотивам.
Большая часть треков является инструментальными. Исключение составляют композиции «Fable» и «Fantasya», в которых вокальную партию исполняет итальянская певица Фиорелла Куинн. Кроме того, в некоторые переиздания альбома (на территории США и Германии) включена композиция «One & One» с вокалом певицы Марии Нейлер.

## Список композиций
Самый распространённый (европейский) вариант диска содержит следующие треки:
- Children (Dream Version) (6:59)
- Fable (Message Version) (6:31)
- Fantasya (5:35)
- Landscape (6:10)
- In My Dreams (6:12)
- Princess Of Light (6:17)
- Fable (Dream Version) (7:14)
- In The Dawn (7:43)
- Children (Original Version) (6:47)
- Red Zone (6:49)